# Wapen van Kessel (Limburg)

Het wapen van de gemeente Kessel

Het wapen van Kessel werd op 13 februari 1889 per Koninklijk Besluit aan de Nederlands Limburgse gemeente Kessel toegekend. Het wapen deed als zodanig dienst tot 1 januari 2010, op die dag ging de gemeente op in de gemeente Peel en Maas.

## Blazoenering
De blazoenering van het wapen luidt als volgt:
Gedeeld; rechts in zilver een ruitenkruis van vijf ruiten van keel (Kessel); links in keel de H.Maagd met het kind Jezus op den linkerarm en met de rechterhand een schepter van goud vasthoudende, aangezicht en handen van natuurlijke kleur, sluier en kleed van lazuur, aan den hals afgezet met goud, het hoofd gekroond en omgeven door een nimbus van goud, het kind met aangezicht en handen van natuurlijke kleur, met een kleed van zilver, aan den hals afgezet van goud, dragende in den linkerhand den wereldbol en de rechter opgeheven houdende, het hoofd omgeven door eenen nimbus van goud.
Het wapen is in twee gelijke helften gedeeld. Het eerste staat heraldisch rechts, dus voor de kijker links, en is van zilver. Op dit deel is een kruis afgebeeld dat uit vijf rode ruiten bestaat. De tweede helft is rood van kleur met daarop staande de Heilige Maagd Maria met op haar linkerarm haar zoon Jezus. De Maagd houdt in haar rechterhand een gouden scepter vast. Maria is gekleed in een blauw gewaad met blauwe sluier. Jezus is gekleed in een zilveren kleed. Zowel Maria als Jezus hebben een gouden kraag. Jezus houdt in zijn linkerhand een symbolische rijksappel. Maria heeft op haar hoofd een gouden kroon met vijf fleurons. De beide heiligen hebben om het hoofd een aureool.

## Symboliek
Het wapen is afgeleid van het zegel van de schepenbank van Kessel. Het ruitenkruis is het daadwerkelijke wapen van Kessel, maar ook van de graven van Kessel. Maria en Kind zijn de parochieheiligen, de gemeente wilde de heiligen als schildhouders, maar de Hoge Raad van Adel heeft daartegen geadviseerd. De Raad adviseerde om een gedeeld schild te voeren met in het eerste deel het oude wapen en in het tweede de parochieheiligen.

## Overeenkomstige wapens

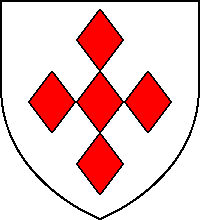
Het wapen van het graafschap Kessel